# Roberto Ardigò
Roberto Felice Ardigò (28 de enero de 1828 – 15 de septiembre de 1920) fue un filósofo italiano. Llegó a ser un dirigente muy influyente  del positivismo italiano y un ex sacerdote católico.
Ardigò Nació en Casteldidone,  qué es ahora la provincia de Cremona, en Lombardia,  se formó para el sacerdocio. Renunció a la Iglesia en 1871 después de abandonar la teología y la fe en 1869. Es nombrado como profesor de Teología en la Universidad de Padua, en un momento en que había tenido lugar una reacción al idealismo en los círculos filosóficos.
Inspirado por Auguste Comte, Ardigò se diferenciaba de Comte en que consideraba el pensamiento más importante que la materia e insistía en la disquisición psicológica. Él creía que el pensamiento era dominante en cada acción y el resultado de cada acción, y que solo desaparece en un estado de corrupción general.
Muere por suicidio en Mantua en 1920, a la edad de 92 años.

## Trabajos

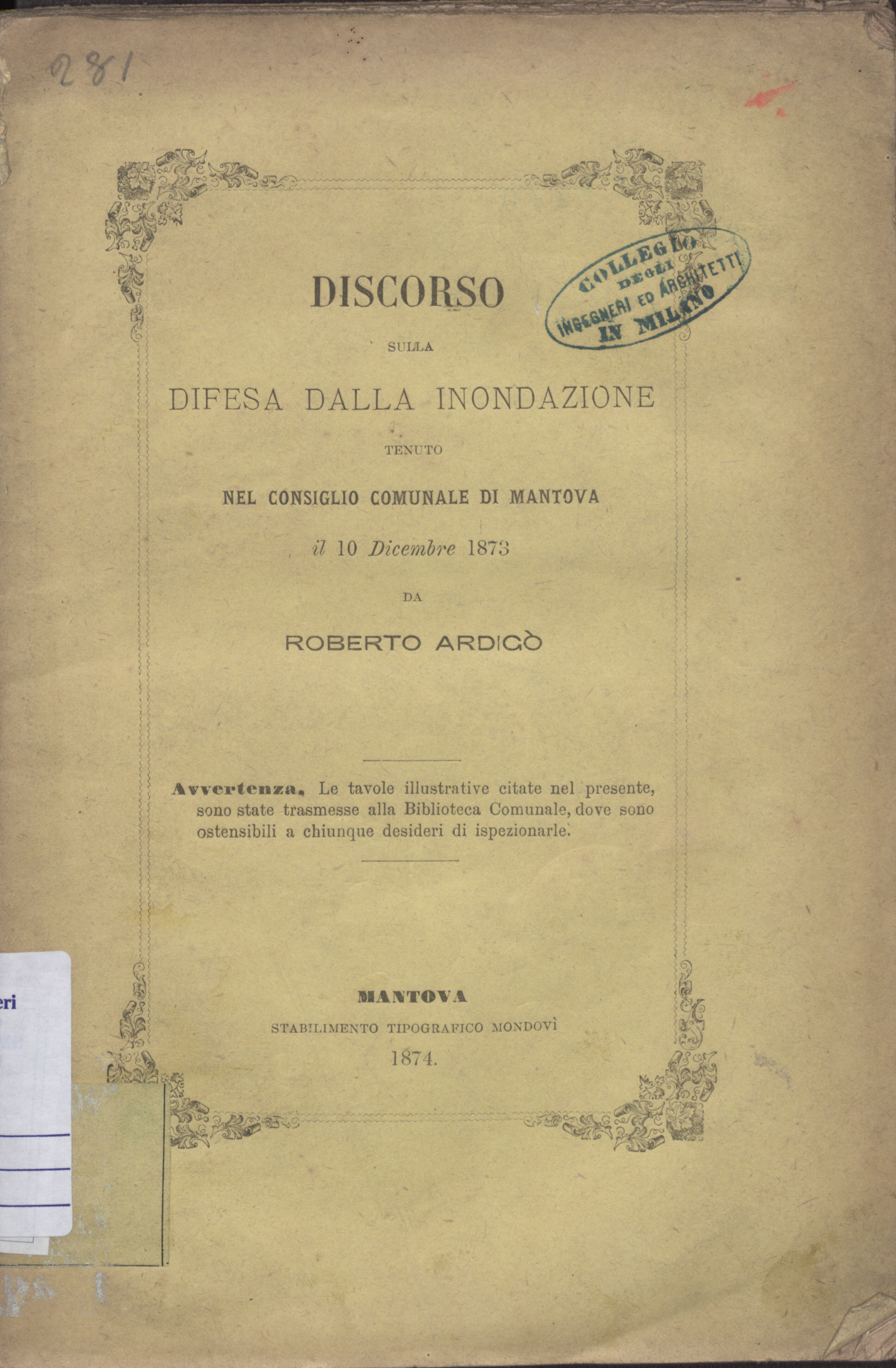
Discorso sulla difesa dalla inondazione (1874)

- Psicología como Ciencia Positiva (1870)
- La Moraleja del Positivists (1879).
- Discorso sulla difesa dalla inondazione. Mantova: Stabilimento tipografico Mondovì. 1874.

- Datos: Q1803058
- Multimedia: Roberto Ardigò / Q1803058